# 猛烈宇宙交響曲·第七樂章「無限的愛」
《猛烈宇宙交響曲·第七樂章「無限的愛」》（日语：猛烈宇宙交響曲・第七楽章「無限の愛」）是桃色幸運草Z的第7張單曲（通算第13張），於2012年3月7日由STARCHILD發售。

## 概要
当初的名稱是「猛烈宇宙組曲・第七番「無限の愛」」。2011年12月25日的「2011　埼玉超級競技場大会」中初次披露。
猛烈宇宙交響曲·第七樂章「無限的愛」曲中由美國傳奇吉他手馬蒂·弗里德曼（Marty Friedman）擔任吉他演奏，其後多次在桃色幸運草Z演唱會上現場演奏。於2014年6月4日發行的下載限定重新編曲版單曲「猛烈宇宙交響曲˙第七樂章「無限的愛」（Emperor Style）」中，改由瑞典國寶級吉他手英格威·瑪姆斯汀（Yngwie Johann Malmsteen）擔任吉他演奏

## 收錄曲

### 初回限定盤
1. 猛烈宇宙交響曲・第七楽章「無限の愛」 [5:11]
作詞・作曲・編曲：前山田健一[2]
2. LOST CHILD [5:00]
作詞：岩里祐穂、作曲・編曲：NARASAKI（日语：NARASAKI）
3. 猛烈宇宙交響曲・第七楽章「無限の愛」（off vocal ver.）
4. LOST CHILD（off vocal ver.）

DVD
- 猛烈宇宙交響曲・第七楽章「無限の愛」（MV）

### 通常盤
1. 猛烈宇宙交響曲・第七楽章「無限の愛」
2. LOST CHILD
3. DNA狂詩曲 [4:17]
作詞：前田たかひろ（日语：前田たかひろ）、作曲：大隅知宇（日语：大隅知宇）、編曲：横山克
4. 猛烈宇宙交響曲・第七楽章「無限の愛」（off vocal ver.）
5. LOST CHILD（off vocal ver.）
6. DNA狂詩曲（off vocal ver.）

## 音樂合作
- 猛烈宇宙交響曲・第七楽章「無限の愛」　- 電視動畫『迷你裙宇宙海賊』主題曲
- LOST CHILD - 電視動畫『迷你裙宇宙海賊』片尾曲
- DNA狂詩曲 - 桃屋「きざみしょうが」「きざみにんにく」CM歌曲

## 備註
1. ↑  .   [2014-06-08]. （原始内容存档于2014-08-19）.
2. ↑  ヒャダイン or 前山田健一 （页面存档备份，存于） Twitter、2012年2月25日ツイート （页面存档备份，存于）

## 外部連結
- YouTube上的猛烈宇宙交響曲・第七楽章「無限の愛」MV